# Скокова
Скокова (пол. Skokowa) — село в Польщі, у гміні Прусиці Тшебницького повіту Нижньосілезького воєводства.
Населення — 1125 осіб (2011).
У 1975-1998 роках село належало до Вроцлавського воєводства.

## Демографія
Демографічна структура станом на 31 березня 2011 року:
|          | Загалом | Допрацездатний вік | Працездатний вік | Постпрацездатний вік |
| -------- | ------- | ------------------ | ---------------- | -------------------- |
| Чоловіки | 535     | 111                | 395              | 29                   |
| Жінки    | 590     | 118                | 375              | 97                   |
| Разом    | 1125    | 229                | 770              | 126                  |